# Філологічний факультет БДУ
Філологічний факультет — структурний підрозділ Білоруського державного університету, головний факультет Білорусі з підготовлення філологів.

## Міжнародне співробітництво
Факультет має угоди про співпрацю з 22 закордонними університетами. На факультеті ведеться підготовка близько 200 спеціалістів з іноземних країн. Існує можливість мовної практики в країнах вивченої мови.
Члени факультету є членами міжнародних товариств та асоціацій, беруть участь у міжнародних проєктах.

## Газета «Слова»
Газета «Слова» була створена з ініціативи Пресслужби філологічного факультету БДУ як газета для студентів і про студентів. Перший випуск був присвячений 94-річчю Білоруського державного університету, яке відзначалась 30 жовтня 2015 року. 
На сторінках газети можна познайомитись з творчістю молодих поетів і прозаїків філфаку, тут розповідається про студентське життя, творчість і досягнення, таланти.

## Структура

### Кафедри
- Англійського мовознавства
- Історії білоруської мови
- Білоруської літератури та культури
- Історії білоруської літератури
- Закордонної літератури
- Класичної філології
- Німецького мовознавства
- Прикладної лінгвістики
- Романського мовознавства
- Російської літератури
- Російської мови
- Риторики й методики викладання мови та літератур
- Слов'янських літератур
- Сучасної білоруської мови
- Теоретичного і слов'янського мовознавства
- Теорії літератури
- Китайської філології

### Спеціальності
- Білоруська філологія
- Російська філологія
- Класична філологія
- Слов'янська філологія (польська, болгарська, чеська, сербська, українська, словацька)
- Романо-германська філологія (англійська, німецька, французька, італійська)
- Східна філологія (китайська)

## Декани
- Ломтєв Тімофей Петрович (1939 — 1941);
- Лорчанко Михась Григорович (1943 — 1945);
- Жиркевич Михайло Іванович ([[1945 — 1947);
- Шашков Лука Васильович (1947 — 1951);
- Жидович Марія Андріївна (1951 — 1952);
- Васильєв Юрій Олександрович (1952 — 1955);
- Лорчанко Михась Григорович (1955 — 1963);
- Булатський Григорій Васильович (1963 — 1967);
- Волк Олексій Васильович (1967 — 1990);
- Лойка Олег Антонович (1991 — 1996);
- Мурина Лариса Олександрівна[5] (1996 — 2002);
- Ровдо Іван Семенович (2002 — 2021);
- Сергій Олександрович Важнік (з 2021 року).

## Відомі випускники
- Данильчик Оксана Олексіївна — білоруська поетеса, перекладачка, літературознавчиня;
- Наумович Володимир Олександрович — білоруський літературознавець, критик;
- Адамович Олександр Михайлович — білоруський письменник і громадський діяч;
- Александрович Степан Гусейнович — білоруський письменник, літературознавець, критик, краєзнавець;
- Адамович Славомир Генріхович — білоруський поет, громадський діяч, один із засновників Товариства молодих літераторів «Тутэйшыя», лідер організації «Правы рэванш», член «Таварыства вольных літаратараў», активіст Руху солідарності «Разам»;
- Анісім Олена Миколаївна — білоруська мовознавчиня і політична діячка;
- Бадак Олександр Миколайович — білоруський письменник, поет, публіцист, критик;
- Булика Олександр Миколайович — білоруський мовознавець, доктор філологічних наук, професор, член-кореспондент АН Білорусі;
- Буравкін Геннадій Миколайович — білоруський поет, перекладач, державний і громадський діяч;
- Бутевич Анатолій Іванович — білоруський державний діяч, дипломат, письменник, перекладач, публіцист, критик;
- Вечорка Валентин Григорович — філолог, викладач, журналіст, політв'язень Білорусі;
- Гілевич Ніл Симеонович — білоруський поет, перекладач, прозаїк, драматург, літературознавець, фольклорист і громадський діяч;
- Грабчиков Степан — білоруський і радянський мовознавець, кандидат філологічних наук;
- Далідович Генріх Вацлавович — білоруський письменник;
- Дасаєва Татьяна Миколайович — білоруська літературознавчиня, критикиня;
- Дамашевич Володимир Максимович — білоруський прозаїк;
- Журавський Аркадій Йосипович — білоруський мовознавець;
- Законніков Сергій Іванович — білоруський письменник, поет, публіцист, громадський діяч;
- Зуйонок Василь Васильович — білоруський поет;
- Іпатова Ольга Михайлівна — білоруська письменниця, перекладачка, громадська діячка;
- Каліта Інна Володимирівна — білоруська і чеська лінгвістка, славістка;
- Клевко Генадій Яковлевич — білоруський поет, перекладач, прозаїк, журналіст;
- Лис Арсен Сергійович — білоруський фольклорист, літературознавець, літератор;
- Лялько Христина Олексіївна — білоруська письменниця, перекладачка і журналістка;
- Мартисевич Марія Олександрівна — білоруська перекладачка, поетеса, есеїстка, літературознавчиня;
- Науменко Іван Якович — білоруський письменник і літературознавець;
- Подберезьський Дмитро Альбертович — білоруський музичний журналіст і критик, письменник і телеведучий;
- Пашкевич Олександр Олександрович — білоруський поет, прозаїк, літературознавець, публіцист;
- Пригодич Миколай Григорович — білоруський мовознавець, доктор філологічних наук, професор, заступник кафедри історії білоруської мови філологічного факультету БДУ;
- Ровдо Іван Семенович — білоруський мовознавець, доктор філологічних наук, професор, декан філологічного факультету БДУ;
- Руденко Олена — білоруська філологиня, мовознавчиня, викладачка російської мови й літератури;
- Рудковський Миколай Вікторович — білоруський драматург, сценарист, режисер, радіоведучий;
- Сахарчук Василь Яковлевич — білоруський поет, перекладач;
- Симанович Давид Григорович — білоруський поет, перекладач;
- Синкьова Людмила — літературознавчиня, докторка філологічних наук, професорка;
- Сівко Франц Іванович — білоруський письменник;
- Старичонок Василь — радянський і білоруський філолог;
- Тваранович Галина Павлівна — білоруська літературознавчиня, поетеса;
- Хаданович Андрій Валерійович — білоруський поет, перекладач, філолог;
- Хадзеєв Кім Іванович — філософ, культуролог, письменник;
- Чарота Іван Олексійович — перекладач, літературознавець, літературний критик, славіст, історик культури, громадський діяч, викладач університету.
- Штейнєр Іван Федорович — білоруський літературознавець, доктор філологічних наук, професор.